# Sonic Blast
Sonic Blast, chamado no Japão de G Sonic (Ｇソニック, Jī Sonikku), é um jogo de plataforma da série Sonic the Hedgehog desenvolvido pela Aspect e publicado pela Sega para o console Game Gear. Ele foi lançado em dezembro de 1996 para o mercado americano e europeu. A versão japonesa foi lançado um ano depois, dia 13 de dezembro, sendo o último jogo lançado para o sistema Game Gear. Uma versão foi lançada para Sega Master System somente no Brasil pela Tectoy em dezembro de 1997.
Sonic Blast foi anos mais tarde compilado juntamente com outros títulos Sonic em Sonic Adventure DX e Sonic Mega Collection Plus, e o demo de suas cenas finais pode ser destravada em Sonic Gems Collection.
Enquanto este jogo estava sendo lançado ao final de 1996 juntamente com o jogo de nome similar Sonic 3D Blast, eles têm pouco em comum. Nenhum inimigo, fase, ou chefes são compartilhados entre eles. Sonic Blast foi o último game de Sonic na plataforma 8-bit, trazendo como personagens principais Sonic e Knuckles.

## Jogabilidade
Diferente de Sonic 3D Blast, "Sonic Blast" para Game Gear é um jogo plataforma de tela rolante. Este foi o último novo jogo "Sonic" lançado para o portátil da Sega, e é considerado um dos melhores jogos da era 8-bit (embora não tenha sido muito bem recebido pelo público).
Os dois personagens jogáveis são Sonic the Hedgehog e Knuckles the Echidna. O objetivo do jogo é coletar as cinco Esmeraldas do Caos, em estágios visualmente similares com os estágios especiais de Sonic the Hedgehog 3, mas no entanto, como em Sonic 2, é necessário que Sonic ou Knuckles coletem um número determinado de argolas. As esmeraldas só poderão ser coletadas no segundo ato de cada fase. Terminando um estágio especial no primeiro ato fará com que o jogador ganhe uma vida extra. Similar ao Sonic 3, os estágios especiais podem ser acessados através de grandes argolas escondidas durante as fases comuns.
Assim como Sonic Triple Trouble, quando o jogador é atingido por um inimigo, ele perderá somente algumas argolas ao invés de todas (neste jogos são 10 argolas por lesão). Os movimentos de Sonic são similares ao outros títulos da série, mas ele possui uma habilidade de pulo-duplo que permite que o jogador consiga alcançar maiores alturas, assim como o escudo elétrico em Sonic 3. As habilidades de Knuckles são escalar e planar, como vistos em  Sonic & Knuckles.
As placas de fim de ato de Sonic Blast trazem podem trazer bônus, esses bônus são dados quando o personagens passa pela placa final de cada ato, então surge uma imagem referente ao prêmio, cada prêmio é dado de acordo com o dependendo do jogador durante o ato. As imagens são respectivamente: uma imagem de Sonic ou Knuckles, uma argola ou uma imagem do Super Sonic. Esta plaqueta gerou muita confusão entre os jogadores, pois muitos pensavam que Super Sonic era jogável nas fases.

## História
Uma esmeralda do caos fragmentou-se em cinco partes. Robotnik percebe a chance de dominar o mundo e monta mais uma vez sua Death Egg. Sonic e Knuckles decidem que para parar os planos de Robotnik tudo o que lhes restam é causar sérios prejuízos às perigosas invenções de Dr. Eggman e coletar todos os pedaços.